# Sant'Egidio del Monte Albino
Sant'Egidio del Monte Albino är en ort och kommun i provinsen Salerno i regionen Kampanien i Italien. Kommunen hade 8 906 invånare (2017).